# ナオミ (テレビドラマ)
『ナオミ』は、1999年4月14日から6月30日までフジテレビの水曜劇場枠（毎週水曜日21:00 - 21:54、JST）で放送された日本のテレビドラマ。主演は藤原紀香。
キャッチコピーは「アタシがいろんなこと教えたげる。」。

## 内容
わずか5年の間に26回も教師をクビになったという伝説の問題教師が進学校・私立天晴学園（てんせいがくえん）の「問題クラス」の担任に。そこからはじまる笑いあり、涙ありの学園ドラマ。「女なら安い恋はしないことね!」を決めゼリフに女としての生き方や男としてのあり方を、教師としての枠をはるかに越えて主張する藤堂直海（藤原紀香）の潔い生き方を描く。
またタイトルに「3 Teachers & Students “Less ordinary”」とあるように、直海とともに、クールビューティの生物教師・甲斐奈緒実（りょう）と、教師一年目で「教師たるもの…」が口癖の古文担当の説教教師・矢代尚美（佐藤藍子）の3人の「ナオミ」が互いに反発し合いながらも、生徒や学園の問題解決に挑んでいく姿が描かれている。『GTO』の反町隆史演じる男性教師像の女性教師側の新しいスタイルとして企画されたことは想像に難くない。一方、『GTO』とは全く異なる側面を持つという見方もある。

## キャスト

### 私立天晴学園

#### 教職員
- 藤堂直海 - 藤原紀香

2年H組の担任教師。担当教科は家庭科。かつて26回教師をクビになった。
- 甲斐奈緒実（生物担当兼生徒指導） - りょう

藤堂から「顔色の悪い女」と言われている。最初こそ、藤堂に対して距離を取っていたが、藤堂が大けがや首になりそうだということが起きたことから、擁護に回る。
- 矢代尚美（古文担当） - 佐藤藍子
愚直すぎるタイプ。久保と同様、藤堂を慕う。
- 久保光一 - 中村俊介

体育教師。高所恐怖症である。藤堂から「久保ちゃん」と呼ばれている。生徒を追いかけるために、藤堂と夫婦役を演じた。
- 広岡治（校長） - 森本レオ

藤堂のよき理解者で、用務員に間違えられた。最終回では日本全国から集まった天晴学園の卒業生を連れて合併調印の会場へ駆けつける。そして、尾崎に「あなたの唯一の母校（尾崎は生徒としての在籍経験がないが…）をつぶさないでください。」とお願いした。
- 尾崎一馬（理事長） - 加藤雅也
学校運営にあまり熱心でなく、藤堂や神谷と衝突。藤堂たちが彼を調べている内に「常連転校生で、母校と呼べる学校が存在しない。」ことが明らかになった。
- 永井寛（教頭） - 石田太郎
- 加山雄二（学年主任） - 大河内浩
- 深大寺菊代（英語担当） - 高泉淳子
- 嶋義彦（数学担当） - 伊藤正之
- 松平健二（国語担当） - 八嶋智人
- 南川一（科学担当？） - 六角慎司
松平と一緒によく生物ビデオを鑑賞するのが趣味。
- 宮沢一恵（尾崎の秘書） - 長嶺尚子
- 林まみ - 及川麻衣
- 明石早苗 - 松坂優希
- 加賀（総理事長） - 黒部進（最終話）

#### 2年H組
- 相田夏美(雑誌モデル) - 北川弘美
- 阿久津サチ - 濱松咲
- 安達薫 - 黒坂真美
国会議員令嬢である事を鼻にかけていて、美歩たちと徒党を組んで愚行をしていたが…彼女の傲慢さに美歩たちが呆れて見限られてしまい、藤堂にも忠告されて反省。
- 大垣竜一 - 青木堅治
- 風見章子 - 小高早紀
- 神谷守(留年している) - 井澤健
一件、ヤンキー風の生徒で、在学中に恋人・友花と妊娠してしまう。退学を考えるも、藤堂の説得で思いとどまる。
- 小松沙也加 - 宮本綾子
- 斎藤亜矢子 - 小池栄子
- 佐伯あすか(成績は学年1位) - 仲根かすみ
- 新庄晃 - 福薗由布樹
- 杉尾美歩 - 矢沢心
- 高野リナ - 高垣麗子
- 伊達美月 - 渡瀬美遊
- 田宮今日子 - 内藤陽子
- 辻茜 - 江川有未
- 中根保 - 一条俊
- 森三樹夫（フィギュアマニアである） - 石川伸一郎

#### その他の生徒
第1話
- 今井省吾（3年A組の生徒。エリートである） - 松尾政寿

第2話
- 岡田真治（2年E組の生徒） - 永井正人
- 教え子 - 忍成修吾

#### 第3話
- 投票用紙発見生徒‐青柳摩縁

第4話
- 木田裕介（甲斐の元教え子で神谷の友人） - 金子統昭
少年院帰りで、甲斐と神谷に会いに来たという。永井と加山が「甲斐へのお礼参り」と誤解して、警察が巻き込まれる騒動となった。だが、神谷と藤堂が「本当に会いに来ただけだから」とお引き取り願った。
- 鈴木友花（守の恋人） - 緒沢凛

#### 2年H組保護者
第2話
- 佐伯（あすかの父親で顧問弁護士） - 須永慶

第6話
- 神谷誠一（守の父） - 西田健
- 神谷里子（守の母） - ただのあっ子
守の恋人が妊娠したことを知り、守と友花から子供を取り上げようとする。

第7話
- 安達（薫の父） - 大林丈史（第9・11話）
国会議員。薫の暴走に彼の権力でよく帳消しにしているが、薫自身の心の隙間が埋まるわけではなかった。
- 斎藤（亜矢子の父） - 坂本あきら

第8話
- 安達かな江（薫の母） - 片平なぎさ
薫の言動に手を焼いている。

### ゲスト
第1話
- 時計屋店員 - 遠城啓輔

第4話
- 刑事 - 石井愃一

第5話
- アンナ（人気ラジオ番組のディスクジョッキー） - 藤村ちか
- 細田（教育委員会の視察担当係） - 中丸新将
- ラジオ局のディレクター - マギー

第6話
- 友花の父親 - 椎名茂 / 友花の母親 - 大村眞利枝
守と友花に子供が出来たことを知り、守の両親と同様に困惑する。
- ホスト（神谷の勤めるクラブのホスト） - 飯田基祐
- 友花の父の弁護士 - 安達香代子
- 看護師 - ひがたともこ

第8話
- 近藤 - 近藤芳正
- ホテル従業員 - ト字たかお
- 尚美の父 ‐ 阿部六郎

第11話
- 職安受付嬢 - 宮地雅子
一度、天晴学園を免職になった藤堂が駆け込んだハローワークの担当者で、藤堂に様々な職業を紹介する。だが、藤堂がかなりの「社会不適合者」であることが判明して次々に仕事を首になるのに困惑。藤堂に「戻ってほしい」と駆け付けた久保たちを見て、「教師に戻りなさい。」と暗黙のうちに指示した。

## スタッフ
- 企画 - 清水賢治、和田行
- プロデュース - 森谷雄
- 撮影協力 - 武蔵工業大学（東京都市大学に改名）

## 主題歌
- TRUE KiSS DESTiNATiON「Girls, be ambitious!」

### 挿入歌
- tohko「HEARTS」

### BGM
- THE THRILL

## 受賞歴
- 第21回ザテレビジョンドラマアカデミー賞[1]
  - ベストドレッサー賞（藤原紀香）

## 放送日程
| 各話                                                       | 放送日        | サブタイトル            | 主人公生徒・教師     | 脚本              | 演出     | 視聴率 |
| ---------------------------------------------------------- | ------------- | ----------------------- | -------------------- | ----------------- | -------- | ------ |
| Lesson1                                                    | 1999年4月14日 | 史上最強の女教師登場    | 田宮今日子・今井省吾 | 高橋留美          | 土方政人 | 16.6%  |
| Lesson2                                                    | 1999年4月21日 | 女なら命がけの恋をしろ  | 佐伯あすか・岡田真治 | 高橋留美          | 土方政人 | 13.7%  |
| Lesson3                                                    | 1999年4月28日 | ミスコンそれは女の戦い  | 相田夏美・阿久津サチ | 高橋留美          | 平野眞   | 13.0%  |
| Lesson4                                                    | 1999年5月05日 | 私の愛した…ストーカー   | 神谷守・木田裕介     | 高橋留美          | 土方政人 | 15.5%  |
| Lesson5                                                    | 1999年5月12日 | 性格ブスは治らないっ!?  | 辻 茜                | 高橋留美 川嶋澄乃 | 西谷弘   | 13.8%  |
| Lesson6                                                    | 1999年5月19日 | ナースな教師 生徒がパパ | 神谷守・鈴木友花     | 高橋留美          | 平野眞   | 17.1%  |
| Lesson7                                                    | 1999年5月26日 | レイプ事件!? 犯人は教師 | 斉藤亜矢子           | 川嶋澄乃          | 土方政人 | 13.2%  |
| Lesson8                                                    | 1999年6月02日 | 監禁!女が命を張る仕事   | 杉尾美歩             | 高橋留美          | 西谷弘   | 14.3%  |
| Lesson9                                                    | 1999年6月09日 | 母なる教師の涙          | 安達薫               | 高橋留美          | 土方政人 | 13.4%  |
| Lesson10                                                   | 1999年6月16日 | プライドを賭けた戦い    | 中根保・風見章子     | 高橋留美          | 西谷弘   | 14.8%  |
| Lesson11                                                   | 1999年6月23日 | 27回目のクビさらば先生  |                      | 高橋留美          | 徳市敏之 | 14.1%  |
| Last Lesson                                                | 1999年6月30日 | 女を賭けた最後の授業    |                      | 高橋留美          | 土方政人 | 14.0%  |
| 平均視聴率 14.5%（視聴率は関東地区・ビデオリサーチ社調べ） |               |                         |                      |                   |          |        |